# Ruderverein Wiking Bregenz
Der Ruderverein Wiking Bregenz wurde 1900 gegründet. Das Clubhaus befindet sich in Bregenz am Bodensee.
Der Verein ist einer der ältesten und auch größten Rudervereine Österreichs und hat etwa 380 aktive Mitglieder. Der Ruderverein ist Mitglied beim Österreichischen Ruderverband (ÖRV) und bei der Sportunion.
Im Jahr 1997 spaltete sich der Ruderclub Lochau am Bodensee vom Verein ab, 2004 fusionierte jedoch die Lochauer Rennsportabteilung wieder mit dem Ruderverein Wiking.
Rennsport wird im Verein sehr gefördert und unterstützt. Auch das Wanderrudern hat einen hohen Stellenwert.

## Internationale Erfolge
Die Ruderer des RV Wiking Bregenz errangen neben mehreren Medaillen bei nationalen Titelkämpfen verschiedene gute Platzierungen bei Olympischen Sommerspielen, Welt- und Europameisterschaften im Rudern.

### Olympische Spiele
- 1996 in Atlanta: 11. Rang für Monika Felizeter im Leichtgewichts-Doppelzweier mit Carola Schustereder (Gmundner RC)

### Weltmeisterschaften
- 1989 in Bled: 10. Rang für Martin und Christof Kessler im Leichtgewichts-Doppelvierer mit Michael Minarik und Werner Stadler (beide Ellida Wien)
- 1990 in Hobart: 11. Rang für Martin und Christof Kessler im Leichtgewichts-Doppelvierer mit Michael Minarik und Rainer Morawa (beide Ellida Wien)
- 1991 in Wien: 17. Rang für Martin und Christof Kessler sowie Thomas Böhler im Leichtgewichts-Doppelvierer mit Heimo Hinterer (Ister Linz)
- 1995 in Tampere: 7. Rang für Thomas Böhler im Leichtgewichts-Achter mit Bernd Wakolbinger, Florian Meissl, Andreas Rauch (alle Wiking Linz), Siegfried Sageder, Herbert Dieplinger (beide Donau Linz), Peter Bernhofer, Jens Reindl (beide Möve Salzburg), Stm. Martin Maier (LIA Wien); Bernd Längle war als Ersatzmann dabei
- 1996 in Glasgow: 11. Rang für Thomas Böhler im Leichtgewichts-Doppelvierer mit Peter Bernhofer, Jens Reindl und Gerald Aigner (alle Möve Salzburg)

### Europameisterschaften
- 1954 in Amsterdam: Silbermedaille für Hilde Unterberger, Siegrid Freuis, Lore Kafka, Lisbeth Kaibitsch, Stf. Irma Roth im Vierer mit Steuerfrau